# Sesto tomo dell'io
Il Sesto tomo dell'io (1799-1800 o 1800-1801) è un abbozzo di romanzo autobiografico di Ugo Foscolo rimasto incompiuto nella forma di silloge di brani. Può essere considerato come il tentativo fino ad allora più ardito di riforma del romanzo italiano ed è un "luogo" privilegiato della produzione foscoliana in cui è possibile cogliere l'influenza di Sterne, e in particolare del Tristram Shandy.
In questi brani l'autore fa riferimento a se stesso con il nome di Lorenzo: abbastanza scontati i riferimenti al personaggio dell'Ortis e al nome di battesimo di Sterne, ovvero Laurence. Nelle intenzioni di Foscolo il Sesto tomo doveva raccontare il ventitreesimo anno di vita dell'autore-protagonista ed essere parte di un più vasto progetto (l'Io appunto) che ne raccontasse tutta l'esistenza.
Nell'Avvertimento, Foscolo afferma:
Quello che possiamo leggere oggi è solo un insieme di brani slegati, ma in questi è possibile individuare in modo piuttosto evidente la lezione sterniana, che si palesa nel ricorso alla scrittura ironica e dissacrante, nel punto di vista autoironico, nelle frequenti digressioni e riflessioni metanarrative.
Nonostante l'autore scriva in prima persona, e nonostante il 4 maggio rappresenti una data per vari versi significativa nella sua esperienza personale e letteraria, la scontata equazione secondo cui egli dovrebbe coincidere con il protagonista è messa in discussione da diversi elementi. L'anno in cui Foscolo probabilmente scrive il Sesto tomo, infatti, è il ventiduesimo della sua vita, alcuni dati biografici sono deliberatamente alterati e le regole del genere romanzesco sono sovvertite in un singolare esperimento narrativo.
Mancano anche l'accordo sul titolo esatto dell'opera - a patto che dovesse esserci - e sulla data di composizione, per quanto gli appunti debbano essere collocati « con ogni probabilità, all'inverno 1799-1800, quando il Foscolo era fuori d'Italia, a Nizza ». È inoltre possibile che i libri precedenti e seguenti al Sesto tomo non fossero stati nemmeno progettati dall'autore, il quale avrebbe in tal modo aggiunto un ulteriore elemento al suo tentativo di abbattimento delle convenzioni romanzesche. Il proposito sperimentale, pertanto, potrebbe essere preminente rispetto alle esigenze autobiografiche.
Il primo editore di queste carte, Giuseppe Chiarini, gli diede nel 1890 il titolo di Frammenti di un romanzo autobiografico. Il ritrovamento di altri fogli condusse alle edizioni di Severo Peri (1910), Vittorio Cian (1913, all'interno delle Prose) e Mario Fubini (Tra le Prose d'arte, nel quinto volume della lemonierriana Edizione Nazionale delle Opere, 1951).

## Edizioni
- Frammenti di un romanzo autobiografico, in Opere edite e postume, vol. 12: Appendice, a cura di Giuseppe Chiarini, Firenze, Successori Le Monnier, 1890,  pp. 45-65.
- Severo Peri, Nuovi frammenti di un "Romanzo autobiografico" di Ugo Foscolo, in Giornale storico della letteratura italiana, vol. 56, 1910,  pp. 361-369, ISSN 0017-0496 (WC · ACNP).
- Il tomo dell'io, seguito dal Didimo Chierico, a cura di Ardengo Soffici, Lanciano, R. Carabba editore, 1910.
- Frammenti di un romanzo autobiografico, in Prose, vol. 2, a cura di Vittorio Cian, Bari, Gius. Laterza & figli, 1913,  pp. 169-190.
- Il sesto tomo dell'io, edizione critica e commento a cura di Vincenzo Di Benedetto, Torino, Giulio Einaudi editore, 1991, ISBN 88-06-12179-0.
- Il sesto tomo dell'io, introduzione e cura di Maria Serena Sapegno, Roma, Edizioni Croce, 2019, ISBN 978-88-6402-328-1.